# 京都市立下京渉成小学校
京都市立下京渉成小学校（きょうとしりつ しもぎょうしょうせいしょうがっこう）は京都府京都市下京区皆山町にある公立小学校。

## 沿革
- 2010年（平成22年）4月1日 - 京都市立皆山小学校、京都市立六条院小学校(京都市立菊浜小学校と京都市立稚松小学校が統合)、京都市立植柳小学校、京都市立崇仁小学校、を統合し開校[1]。

## 卒業後の進路
卒業後は基本的に京都市立下京中学校に進学する。